# Ruan (comté de Clare)
Ruan (en irlandais : An Ruán pays rouge) est un village du comté de Clare, en Irlande. Il fait partie de la paroisse catholique de Dysart et Ruan.

## Géographie
Ruan est près du Burren, entre Corofin, Crusheen et Ennis.
Le nom "Ruan" (An Ruadhán) est un ancien terme irlandais désignant l'aulne, autrefois utilisé pour fabriquer de la teinture rouge
Le lac de Dromore se trouve sur le territoire de la paroisse.
Le bois de Dromore est un sanctuaire avec une flore et une faune diversifiées, notamment des blaireaux, des martres des pins, des écureuils et des renards.
Deux sentiers nature autoguidés sont praticables. Les cinq lacs de Dromore sont riches en poisson.
Ruan héberge l'église paroissiale de St Mary's.
La paroisse catholique de Dysart et Ruan tient son bureau paroissial à Ruan.
En 1977, une nouvelle école a été ouverte à la périphérie du village de Ruan et l'ancienne école est devenue une salle communautaire utilisée pour les sports en salle et les événements sociaux.

## History
En 1837, deux foires par an avaient lieu à Ruan. La foire aux moutons du 26 septembre était l'une des plus importantes du comté.
À cette époque, les villages de Ruan et Dysert avaient chacun un poste de police et chacun avait une école publique, éduquant environ 660 enfants en tout.
La gare de Ruan sur la ligne West Clare a ouvert ses portes en 1888 et a fermé le 1er octobre 1921,.
Tôt le matin du 18 octobre 1920, la caserne de Ruan est attaquée par 32 hommes de l'Irish Republican Army (IRA) Mid-Clare Brigade. Un membre de la Royal Irish Constabulary (RIC) a été tué et deux blessés. Les hommes de l'IRA ont récupéré 15 fusils et 14 revolvers.

## Personnalités locales
- Sharon Shannon, musicien traditionnel irlandais, joueur d'accordéon.

## Townlands
La paroisse civile est composée de nombreux townlands : Addroon, Ballaghboy, Ballyharraghan, Ballymacrogan East, Ballymacrogan West, Ballyteige East, Ballyteige West, Ballyogan Beg, Ballyogan More, Bealickania, Bealnalicka, Caherlough, Cahermacrea, Cloonfeaghra, Cloonnagloghaun, Cooga, Dromeen, Dromore, Drumcavan, Foilrim, Garvillaun, Gorteen, Gregmoher, Kilkee East, Kilkee West, Killeen, Lisduff, Lisheenvicknaheeha, Lismuinga East, Lismuinga West, Lissyline, Loughaunnaweelaun, Moymore, Moyree Commons, Nooan, Ooankeagh, Portlecka, Ranaghan, Rathcahaun, Rathvergin, Rinelea, Rinneen, Ruan Commons, Teermulmoney, Teernea, Teernea Commons, Tonlegee, Toormore, Tullymackan and Tullyodea.